# オンウェントシアクラブ
オンウェントシアクラブ (Onwentsia Club) は、米国中部イリノイ州シカゴの北郊外レークフォレストにある18ホールのゴルフコース。

## 歴史
イリノイ州レイク郡に位置し、（バックティーから）全長6,645ヤード、パー71、コースレート72.8、スロープレート134、コース植生はシカゴ（ベント）芝である。はじめの9ホールはチャールズ・B・マクドナルドが1895年に設計したもので、残りの9ホールはハーバート・J・ツイーディー、ジェームズ・ファウリス、ロバート・ファウリスの設計で1898年に完成した。後年にはトム・ドーク  (Tom Doak)により全面改修が行われた。
1906年に顧客サービス充実のためアパワミスクラブのプロだったウィリー・アンダーソンを雇用した。アンダーソンは全米オープンで3連続優勝した記録を持つ唯一のゴルファーである。

## 1906年全米オープン
1906年には全米オープンが開催されアレックス・スミスが優勝した。

## トム・ドークによる改修
どこからでもクラブ全体が見渡せる素晴らしい景観が特徴であり、ドークはコース改修に際してもいくつかのホールは手を付けずにそのまま残した。フェスク（ウシノケグサ）植生と複雑な傾斜を持つグリーンにより、コース全長が比較的短いことによる戦略性の低下を補っている。クラブ名称である「オンウェントシア」は、水の豊富なイリノイの生態系で育つユリノキを意味する現地インディアン言語から採られたものと考えられている。